# أبو عبيدة بن عبد الله بن زمعة
أبو عُبَيْدةَ بنُ عَبْدِ الله بن زَمْعَة بن الأسود بن المُطَّلب بن أسد بن عبد العُزَّى بن قُصيّ
أمه زينب بنت أبي سلمة بن عبد الأسد المخزوميّ، وأمها أم سلمة بنت أبي أميَّة بن المغيرة زوج النبي ﷺ.
وَلَدَ أبو عُبيدة بن عبد الله: عبدَ الله وهو رُكَيْح، وزينبَ، وهندًا تزوجها عبد الله بن حسن بن حسن بن علي بن أبي طالب. فأولدها محمدًا، وإبراهيم وموسى بن عبد الله. وأمة الوهَّاب بنت أبي عُبيدة، وأمهم قريبة بنت يزيد بن عبد الأكبر بن وهْب بن زمْعَة، وعبدَ الرحمن، وعُبيدَ الله، وأمهما أم القاسم بنت عمر بن إبراهيم بن عبد الرحمن ابن عوْف.